# Chloroclystis luminosa
Chloroclystis luminosa là một loài bướm đêm trong họ Geometridae.